# Marie Ferdinand-Harris
Marie Ferdinand-Harris (née Marie Ferdinand), née le 13 octobre 1978 à Miami (Floride), est une joueuse américaine de basket-ball. Elle joue au poste de meneuse.

## Biographie
Marie Ferdinand-Harris ne dispute pas la saison WNBA 2006 car elle est enceinte de son premier enfant. Elle revient à la compétition avec son équipe des San Antonio Silver Stars pour la saison suivante. 
Après plusieurs saisons aux Sparks, elle signe comme agent libre au Mercury en février 2011.

## Clubs

### WNBA
- 2001-2002 :  Starzz de l'Utah
- 2003-2007 :  Silver Stars de San Antonio
- 2008-2010 :  Sparks de Los Angeles
- 2011 :  Mercury de Phoenix

### Europe
- 2001-2002 :  Lotos Gdynia
- 2003-2004 :  CSK Samara
- 2004-2005 :  Fenerbahçe
- 2006-2007 :  USO Mondeville

## Sélection
- Trois fois invitée au All-Star Game : 2002, 2003, 2005.